# Trofeo Karlsberg 2007

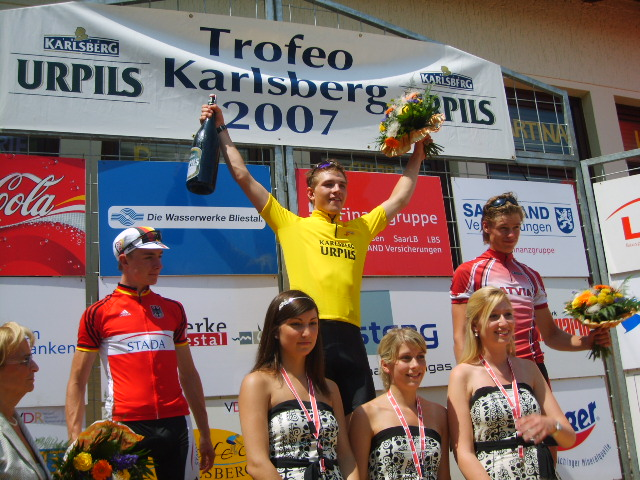
Gesamtergebnis der 20. Trofeo Karlsberg 1. Matthis Brändle (Mitte), 2. Dominik Nerz (links) 3. Indulis Bekmanis (rechts)

Die 20. Trofeo Karlsberg wurde von den Nationalfarben Österreichs bestimmt. Auch der Präsident des Bund Deutscher Radfahrer, Rudolf Scharping, stattete der saarländischen Etappenfahrt, die teilweise über französisches Territorium führte, einen Besuch ab.
An Fronleichnam wurde die erste Etappe am Flughafen Saarbrücken Ensheim gestartet, 119 Fahrer aus 14 Nationen machten sich auf den Weg durch die Gemeinde Mandelbachtal und dem Ziel in Saarbrücken entgegen. Der Etappensieg ging im Sprint an Matthias Brändle vor dem Letten Indulis Bekmanis und dem Fahrer des Deutschen Nationalteams Dominik Nerz.
Am zweiten Tag konnte die deutsche Straßenmannschaft ihren ersten Sieg feiern. Die Etappe hatte ihre größte Schwierigkeit am Anstieg hinter Ormesheim, der zweimal zu fahren war. In der letzten Runde hatte sich dort zunächst eine fünfköpfige Spitzengruppe abgesetzt, in der vor allem der Däne Rasmus Guldhammer die Akzente setzte. Drei Kilometer vor dem Ziel wurden die Ausreißer jedoch wieder gestellt. Im Sprint siegte John Degenkolb nach 110 km vor dem Slowaken Peter Sagan und dem Kanadier Guillaume Boivin. Matthias Brändle kam zeitgleich mit dem Sieger im Peloton an und behielt das Gelbe Trikot.
Das Einzelzeitfahren (EZF) über 8,6 km auf ebenem Terrain wurde in Reinheim gestartet und führte über die französische Grenze durch Bliesbruck und Frauenberg und wieder zurück in das Saarland in das Ziel in Habkirchen. Sieger wurde Dominik Nerz vor John Degenkolb und den Dänen Jimmi Sørensen. Matthias Brändle belegte Rang vier und verteidigte die Gesamtführung.
Die zweite Halbetappe des Tages, wurde in Völklingen gestartet und führte durch bergiges Gelände nach Großrosseln. Auf dieser Etappe musste die österreichische Mannschaft über 40 km Führungsarbeit leisten, um den ausgerissenen zweitplatzierten Letten Indulis Bekmanis wieder einzuholen. Dies gelang kurz vor dem letzten Anstieg, obwohl Bekmanis zwischenzeitlich 90 Sekunden Vorsprung hatte.
Der dänischen Nationalmannschaft gelang durch Ricky Jørgensen und Rasmus Guldhammer ein Doppelsieg vor Dominik Eberle aus dem Team Rheinland-Pfalz.
Die Königsetappe mit Start und Ziel in Niedergailbach über 134 km führte wieder ins benachbarte Frankreich. Die Fahrer mussten siebenmal den Reinheimer Berg bezwingen, über 1000 Höhenmeter mussten die Junioren an diesem Tag hinter sich bringen. Sieger der letzten Etappe wurde Peter Sagan vor Dominik Nerz und Rasmus Guldhammer. Der Gesamtsieg ging an den Österreicher Matthias Brändle vor dem Deutschen Dominik Nerz und dem Letten Indulis Bekmanis.

## Die Etappen
| Datum         | Strecke                                             | km    | Etappensieger    | Zweiter           | Dritter           | Gesamtführender  |
| ------------- | --------------------------------------------------- | ----- | ---------------- | ----------------- | ----------------- | ---------------- |
| 7. Juni       | Saarbrücken – Blieskastel – Saarbrücken             | 101,0 | Matthias Brändle | Indulis Bekmanis  | Dominik Nerz      | Matthias Brändle |
| 8. Juni       | Homburg – Mandelbachtal – Wittersheim               | 104,0 | John Degenkolb   | Peter Sagan       | Guillaume Boivin  | Matthias Brändle |
| 9. Juni       | Einzelzeitfahren – Reinheim (Gersheim) – Habkirchen | 8,6   | Dominik Nerz     | John Degenkolb    | Jimmi Sørensen    | Matthias Brändle |
| 9. Juni       | Völklingen – Großrosseln                            | 78,0  | Ricky Jørgensen  | Rasmus Guldhammer | Dominik Eberle    | Matthias Brändle |
| 10. Juni      | Gersheim                                            | 134,0 | Peter Sagan      | Dominik Nerz      | Rasmus Guldhammer | Matthias Brändle |
| Gesamtwertung |                                                     | 425,6 | Matthias Brändle | Dominik Nerz      | Indulis Bekmanis  |                  |

## Teilnehmende Mannschaften
Nationalmannschaften
- Dänemark
- Deutschland-Bahn
- Deutschland-Straße
- Finnland
- Kanada
- Kasachstan
- Lettland
- Luxemburg
- Niederlande
- Norwegen
- Österreich
- Schweden
- Slowenien
- Slowakei

Internationale Team
- Team Tekton (Südafrika)
- Team Nantes-Atlantique (Frankreich)
- Team Rinascita Ormelle Pinarello (Italien)

Deutsche Regionalteams
- Hessen
- Rheinland-Pfalz
- Saarland
- Sachsen
- Thüringen